# Anonimato (álbum de Acru)
Anonimato es el segundo álbum de estudio de Acru publicado el 22 de noviembre de 2018. Contiene nueve (9) títulos en los cuales se encuentran destacados sencillos como «Agustín», «C.O.L.D», entre otros. Los sencillos de promoción fueron la canción «Estuve ahí» estrenada en el mes de mayo y posteriormente «Who's Back» lanzada en julio de ese mismo año.

## Ediciones
El disco en edición digital contó con sus respectivos videos lyrics en cada canción y una versión de todas las canciones juntas. Esta última contó con la tapa animada por Siena Audiovisual y Skits, inéditos de esta versión, de una entrevista realizada a Ricardo Darín hecha en España, hablando del anonimato (Concepto abarcado a lo largo del álbum).
El disco en edición físico constó de: el empaque externo de cartón que incluía el disco, con una foto pegada haciendo una suerte de vinilo (hecho a mano); En el bolsillo del empaque, el libro de letras, que entre las letras hay fotos de distintos recitales, filmaciones de videoclip (Who's Back y Estuve Ahí) y una visita a Colombia. Todo envuelto en plástico. El disco pudo conseguirse desde la primera fecha de la presentación del disco en Niceto Club. Luego, desde fines de febrero de 2021, se pudo adquirir de forma digital, con envíos a varios países. La primera tanda se agotó casi al instante de anunciarlo.

### Presentación del disco
La presentación del disco fue en Beatflow, Niceto Club, Lado B, el 15 de diciembre del 2018, con una segunda fecha el 22 del mismo mes. En la presentación, repartieron un souvenir, una máscara blanca de plástico con un sticker pegado en la frente de la misma. Como artistas invitados estuvieron Kamada (Saje y Kelo) y Urbanse. Entre artista y artista se pudo escuchar de rap que servía como introducción al ambiente.

## Lista de canciones
| N.º | Título                             | Productor(es)  | Duración |  |
| 1.  | «Agustín» (Acru)                   | Acru y 808 GOD | 2:02     |  |
| 2.  | «Sin Rencor» (Acru y Dj Destroy)   | Acru y 808 GOD | 3:29     |  |
| 3.  | «Hábil» (Acru y ZONE)              | Acru y 808 GOD | 3:22     |  |
| 4.  | «Crow» (Acru)                      | Acru y 808 GOD | 3:10     |  |
| 5.  | «Estuve ahí» (Acru y NIES)         | Acru y 808 GOD | 3:33     |  |
| 6.  | «Contales Wha» (Acru)              | Acru y 808 GOD | 2:52     |  |
| 7.  | «Who's Back» (Acru y NOISE SYSTEM) | Acru y 808 GOD | 3:05     |  |
| 8.  | «C.O.L.D» (Acru)                   | Acru y 808 GOD | 2:55     |  |
| 9.  | «Energy» (Acru)                    | Acru y 808 GOD | 1:53     |  |